# ویل آنتوی
ویل آنتوی (انگلیسی: Will Antwi؛ زادهٔ ۱۹ اکتبر ۱۹۸۲) بازیکن فوتبال اهل بریتانیا است.
از باشگاه‌هایی که در آن بازی کرده‌است می‌توان به باشگاه فوتبال کریستال پالاس، باشگاه فوتبال لوتون تاون، باشگاه فوتبال ای‌اف‌سی ویمبلدون، باشگاه فوتبال استاینز تاون، باشگاه فوتبال گریمزبی تاون، باشگاه فوتبال داگنم و ردبریج، باشگاه فوتبال نورتویچ ویکتوریا، باشگاه فوتبال وایکام واندررز، و باشگاه فوتبال آلدرشات تاون اشاره کرد.
وی همچنین در تیم ملی فوتبال غنا بازی کرده‌است.